# Gastón Gerzel
Pablo Gastón Gerzel (Resistencia, 5 gennaio 2000) è un calciatore argentino, attaccante del Los Andes in prestito dal Boca Juniors.

## Caratteristiche tecniche
È un'ala sinistra.

## Carriera

### Club

#### Gli inizi
Gerzel inizia a giocare nell'accademia del Sarmiento (J) dall'età di quattro anni, fino a quando, dopo aver impressionato al Torneo Valesanito, nella provincia di Santa Fe, attira l'interesse di alcuni grandi club tra cui Boca Juniors e Argentinos Juniors.

#### Boca Juniors e vari prestiti
Nel 2010 viene acquistato dal Boca Juniors che, dopo averlo fatto crescere nel settore giovanile, nel 2021 viene ceduto in prestito al Platense con cui debutta fra i professionisti il 21 febbraio in occasione dell'incontro di Coppa di Lega vinto 1-0 contro l'Argentinos Juniors.

### Nazionale
Ha giocato nelle nazionali giovanili argentine Under-15 ed Under-17.

## Statistiche

### Presenze e reti nei club
Statistiche aggiornate al 31 dicembre 2021.
| Stagione        | Squadra         | Campionato      | Campionato | Campionato | Coppe nazionali | Coppe nazionali | Coppe nazionali | Coppe continentali | Coppe continentali | Coppe continentali | Altre coppe | Altre coppe | Altre coppe | Totale | Totale |
| Stagione        | Squadra         | Comp            | Pres       | Reti       | Comp            | Pres            | Reti            | Comp               | Pres               | Reti               | Comp        | Pres        | Reti        | Pres   | Reti   |
| --------------- | --------------- | --------------- | ---------- | ---------- | --------------- | --------------- | --------------- | ------------------ | ------------------ | ------------------ | ----------- | ----------- | ----------- | ------ | ------ |
| 2021            | Platense        | PD              | 13         | 0          | CA+CdL          | 0+11            | 0               | -                  | -                  | -                  | -           | -           | -           | 24     | 0      |
| 2022            | Boca Juniors    | PD              | 0          | 0          | CA+CdL          | 0               | 0               | CL                 | 0                  | 0                  | -           | -           | -           | 0      | 0      |
| 2023            | Sarmiento (J)   | PD              | 0          | 0          | CA+CdL          | 0               | 0               | -                  | -                  | -                  | -           | -           | -           | 0      | 0      |
| Totale carriera | Totale carriera | Totale carriera | 13         | 0          |                 | 11              | 0               |                    | 0                  | 0                  |             | -           | -           | 24     | 0      |